# Constance Pathy
Pour les articles homonymes, voir Pathy.
Constance V. Pathy québécoise née à La Haye aux Pays-Bas. Elle possède un diplôme de droit de l’Université de Leyde ainsi que deux diplômes de l’Université McGill, l’un de violoncelle et l’autre de viole de gambe.
Elle œuvre depuis plus de 40 ans à titre de bénévole au rayonnement des arts de la scène. 
Elle est membre du conseil d'administration des Grands Ballets canadiens de Montréal depuis 1978 et présidente depuis 1989. En 2016, elle réalise un don de 13 millions de dollars aux Grands Ballets afin de leur permettre de s'installer dans l'Espace Danse du Quartier des Spectacles de Montréal. Elle siège également au conseil d’administration de l’Orchestre symphonique de Montréal.
Elle a aussi été membre du jury des prix Juno et du prix Edmund C. Bovey, accordé par le Conseil pour le monde des affaires et des arts du Canada, ainsi que du prix Ramon John Hnatyshyn.

## Distinctions
- 1992 : Médaille du 125e anniversaire de la Confédération
- 1992 : Prix Lescarbot
- 1998 : Prix Femme de mérite du YWCA
- 2004 : Prix Ramon John Hnatyshyn, pour le bénévolat dans les arts de la scène
- 2004 : Prix La Voix de l’excellence de La Voix de l'Est
- 2006 : Chevalier de l'Ordre national du Québec[3]
- 2018 : Compagne de l'Ordre des arts et des lettres du Québec.